# فرد سميث (لاعب كريكت جنوب إفريقي)
فرد سميث (31 مارس 1861 في جنوب أفريقيا - 17 أبريل 1914) (بالإنجليزية: Fred Smith)‏ هو لاعب كريكت جنوب أفريقي. شارك مع منتخب جنوب أفريقيا الوطني للكريكت.

## وصلات خارجية
- فريدريك سميث على موقع إي آس بي آن كريك إنفو (الإنجليزية)